# Інгібітори бета-лактамаз
Інгібітори бета-лактамаз — це хімічні сполуки, які незворотньо зв'язуються із бета-лактамазами бактерій та інактивують їх, зберігаючи від руйнування бета-лактамне кільце антибіотиків. Під час цього процесу інгібітори бета-лактамаз руйнуються, у зв'язку із чим вони дістали назву «суїцидних» інгібіторів бета-лактамаз. Інгібітори бета-лактамаз мають незначну самостійну активність проти патогенних мікроорганізмів, але у клінічній практиці інгібітори бета-лактамаз застосовуються виключно сумісно із бета-лактамними антибіотиками — пеніцилінами, цефалоспоринами та карбапенемами.

## Класифікація

Вплив бета-лактамази на бета-лактамне кільце антибіотиків

Інгібітори бета-лактамаз по хімічній структурі поділяються на похідні бета-лактамних антибіотиків та препарати із відмінною від бета-лактамів структурою молекули. Похідні бета-лактамних антибіотиків можна поділити на похідні пеніциланової кислоти, до яких відносяться сульбактам та тазобактам; та окремо клавуланову кислоту. До інгібіторів бета-лактамаз, що мають відмінну від бета-лактамної структуру, відносяться нові представники цієї групи препаратів — авібактам та релебактам.

## Застосування
Інгібітори бета-лактамаз мають здатність інгібувати більшість плазмідних β-лактамаз та частини хромосомних β-лактамаз бактерій, за виключенням бета-лактамаз розширеного спектру дії та хромосомальних β-лактамаз класу С. Так, клавуланова кислота має більшу активність до плазмідних бета-лактамаз, а сульбактам більшу активність до хромосомальних бета-лактамаз. Новий інгібітор бета-лактамаз релебактам має здатність до пригнічення карбапенемаз. Інгібітори бета-лактамаз застосовуються у різноманітних комбінаціях із бета-лактамними антибіотиками як перорально, так і парентерально. Клавуланова кислота у комбінації з амоксициліном може застосовуватися перорально та внутрішньовенно, у комбінації з тикарциліном застосовується виключно парентерально. Сульбактам у комбінації з ампіциліном, цефоперазоном та цефтріаксоном застосовується парентерально; а у комбінації з амоксициліном може застосовуватися перорально, внутрішньом'язово та внутрішньовенно. Тазобактам у комбінації з піперациліном застосовується виключно внутрішньовенно. Авібактам у комбінації з цефтазидимом застосовується парентерально. Релебактам у комбінації з іміпенемом схвалений FDA для внутрішньовенного застосування при госпітальних пневмоніях, ускладнених інфекціях сечостатевої системи та ускладнених інтраабдомінальних інфекціях.

Інгібітори бета-лактамаз
Клавуланова кислота
Сульбактам
Тазобактам
Авібактам (2015)
Ваборбактам (2017)
Релебактам (2019)